# Tourcelles-Chaumont
Tourcelles-Chaumont település Franciaországban, Ardennes megyében. Lakosainak száma 87 fő (2022. január 1.). Tourcelles-Chaumont Bourcq, Grivy-Loisy, Leffincourt, Mars-sous-Bourcq és Quilly községekkel határos.

## Népesség
A település népessége az elmúlt években az alábbi módon változott:
| Lakosok száma | 67   | 44   | 54   | 91   | 94   | 93   | 92   | 92   | 91   | 87   |
|               | 1968 | 1982 | 1990 | 2006 | 2013 | 2015 | 2017 | 2019 | 2020 | 2022 |